# L'Oréal
L'Oréal S.A., med säte i Clichy norr om Paris, är världens största kosmetik- och hudvårdskoncern. Namnet stammar från ett hårfärgningsmedel från 1907 som då kallades Auréale. 
L'Oréal har en mängd produkter på skönhetsmarknaden, men har koncentrerat sig på produkter inom hårfärg, hudvård, solskydd, smink, parfymer och hårvård. L'Oréal är aktiva inom dermatologi och farmakologi. L'Oréal är även den ledande patenthållaren inom nanoteknologi i USA.

## Exempel på märken ägda av L'Oréal
- Garnier
- Diesel
- Vichy
- Maybelline NY
- Kérastase
- Matrix
- Lancôme
- Biotherme
- YSL Beauté
- Viktor & Rolf
- Giorgio Armani
- Helena Rubinstein
- Ralph Lauren
- Redken
- Shu uemura
- La Roche-Posay
- Kiehl's
- Cacharel
- Sanoflore
- Skinceuticals